# Coupe de Luxembourg 1950-1951
La Coppa di Lussemburgo 1950-1951 è stata la 25ª edizione della coppa nazionale lussemburghese disputata tra il 5 novembre 1950 e il 17 giugno 1951 e conclusa con la vittoria dello Tetange, al suo primo titolo.

## Formula
Eliminazione diretta in gara unica.

### Turno preliminare
| Squadra 1             | Risultato  | Squadra 2           |
| --------------------- | ---------- | ------------------- |
| 5 novembre 1950       |            |                     |
| Chiers Rodange        | 9 − 3      | US Niederwiltz      |
| Egalité Weimerskirch  | 2 − 5      | Tetange             |
| Fola Esch             | 2 − 3      | Racing Rodange      |
| Grevenmacher          | 2 − 1      | Rumelange           |
| Jeunesse Wasserbillig | 1 − 2      | Rapid Neudorf       |
| Pétange               | 2 − 1      | Union Luxembourg    |
| Progrès Niedercorn    | 6 − 1      | Alliance Dudelange  |
| Stade Dudelange       | 5 − 2      | Young Boys Diekirch |
| Red Star Merl         | 6 - 6(dts) | Jeunesse Esch       |

| Squadra 1                    | Risultato | Squadra 2     |
| ---------------------------- | --------- | ------------- |
| 22 novembre 1950 (Spareggio) |           |               |
| Red Star Merl                | 3 − 2     | Jeunesse Esch |

### Ottavi di Finale
| Squadra 1        | Risultato | Squadra 2                |
| ---------------- | --------- | ------------------------ |
| 17 dicembre 1950 |           |                          |
| Avenir Beggen    | 0 - 4     | Grevenmacher             |
| US Dudelange     | 0 - 3     | The National Schifflange |
| Oberkorn         | 6 - 1     | Rapid Neudorf            |
| Pétange          | 1 - 7     | Red Boys Differdange     |
| Racing Rodange   | 2 - 4     | Chiers Rodange           |
| Red Star Merl    | 8 - 2     | Red Black Pfaffenthal    |
| Spora Luxembourg | 3 - 2     | Stade Dudelange          |
| Tetange          | 2 - 1     | Progrès Niedercorn       |

### Quarti di finale
| Squadra 1                | Risultato  | Squadra 2        |
| ------------------------ | ---------- | ---------------- |
| 7 gennaio 1951           |            |                  |
| Oberkorn                 | 2 − 3      | Spora Luxembourg |
| Red Boys Differdange     | 0 - 1      | Grevenmacher     |
| Red Star Merl            | 4 − 0      | Chiers Rodange   |
| The National Schifflange | 3 - 3(dts) | Tetange          |

| Squadra 1                    | Risultato | Squadra 2                |
| ---------------------------- | --------- | ------------------------ |
| 18 febbraio 1951 (Spareggio) |           |                          |
| Tetange                      | 2 - 1     | The National Schifflange |

### Semifinali
| Squadra 1        | Risultato | Squadra 2    |
| ---------------- | --------- | ------------ |
| 18 marzo 1951    |           |              |
| Red Star Merl    | 0 − 1     | Grevenmacher |
| Spora Luxembourg | 3 - 7     | Tetange      |

## Finale
| Arbitro: | Eiscen |

|             |           |            |
| Scheuer 26’ | Marcatori | 42’ Paulus |

## Finale (Ripetizione)
| Lussemburgo (città) 17 giugno 1951, ore 17.30          | Tetange   | 2 – 0 | Grevenmacher | Stade de Luxembourg (1500 spett.) |
| \| \| \| \| \| Plein 68’ Künsch 86’ \| Marcatori \| \| |           |       |              |                                   |
|                                                        |           |       |              |                                   |
| Plein 68’ Künsch 86’                                   | Marcatori |       |              |                                   |

| SC Tetange | Grevenmacher |

### Formazioni
| Tetange         |    |                  |  |     |  |
|                 |    |                  |  |     |  |
| POR             | 1  | Fernand Eck      |  |     |  |
| DIF             | 2  | Armand Parrasch  |  |     |  |
| DIF             | 3  | Raymond Scheuer  |  |     |  |
| DIF             | 4  | René Hamling     |  |     |  |
| DIF             | 5  | Théo Fehlen      |  |     |  |
| DIF             | 6  | Victor Marschall |  |     |  |
| CEN             | 7  | Pierre Gangolf   |  |     |  |
| CEN             | 8  | Michel Reuter    |  |     |  |
| ATT             | 9  | Pierre Künsch    |  | 86’ |  |
| ATT             | 10 | Nicolas Plein    |  | 68’ |  |
| ATT             | 11 | Charles Wagner   |  |     |  |
| A disposizione: |    |                  |  |     |  |
| Allenatore:     |    |                  |  |     |  |
| ?               |    |                  |  |     |  |

| Grevenmacher    |    |                    |  |  |  |
|                 |    |                    |  |  |  |
| POR             | 1  | Norbert Konter     |  |  |  |
| DIF             | 2  | Francis Legerin    |  |  |  |
| DIF             | 3  | Mathias Enders     |  |  |  |
| DIF             | 4  | Mathias Weffling   |  |  |  |
| DIF             | 5  | Marcel Paulus      |  |  |  |
| DIF             | 6  | Jean Oberweis      |  |  |  |
| CEN             | 7  | Mathias Lentz      |  |  |  |
| CEN             | 8  | Pierre Emeringer   |  |  |  |
| ATT             | 9  | Jean Cirelli       |  |  |  |
| ATT             | 10 | Pierre Vandendries |  |  |  |
| ATT             | 11 | Josy Schiltz       |  |  |  |
| A disposizione: |    |                    |  |  |  |
| Allenatore:     |    |                    |  |  |  |
| ?               |    |                    |  |  |  |